# Volim dase sportski oblačim
Volim dase sportski oblačim prvi je studijski album solinskog rock sastava Sila Nečista, koji izlazi u lipnju 2016.g. Album snimaju u zimu 2014/15 u splitskom studiju "Bozon" a miksaju na jesen 2015-te u mostarskom Pavarotti Music Centre. Materijal na albumu se sastoji od devet skladbi, producent je Sila Nečista, a objavljuje ga diskografska kuća "Croatia Records".

## Popis pjesama
1. "Volim da se sportski oblačim"
2. "Konji bijeli (Ona mene neće)"
3. "Mirjana"
4. "Mila majko"
5. "Dobro došli nam u đunglu"
6. "Auf wiedersen"
7. "Nema te (Bijakova)"
8. "Anbicija"
9. "Hevy Metal Pobjeda"

## Izvođači
- Frane Iz Omiša - pjevanje
- Gitak Legenda - gitara
- Inspektor Bore - gitara
- Komesar - Bas gitara
- Mali Jakov - Bubnjevi
- Nemanja Strašni - Udaraljke

## Produkcija
- Producent - Sila Nečista, Sead Zaklan, Saša Karabatak
- Fotografija - Vinko Miketek

## Vanjske poveznice
- - Sila Nečista "Volim dase sportski oblačim"